# Hypolz
Hypolz ist eine Ortschaft und als Hypolts eine Katastralgemeinde der  Stadtgemeinde Groß Gerungs im Bezirk Zwettl in Niederösterreich.

## Siedlungsentwicklung
Zum Jahreswechsel 1979/1980 befanden sich in der Katastralgemeinde Hypolts insgesamt 24 Bauflächen mit 7.163 m² und 8 Gärten auf 1.339 m², 1989/1990 gab es 24 Bauflächen. 1999/2000 war die Zahl der Bauflächen auf 63 angewachsen und 2009/2010 bestanden 33 Gebäude auf 62 Bauflächen.

## Geschichte
Laut Adressbuch von Österreich waren im Jahr 1938 in der Ortsgemeinde Hypolz zwei Gemischtwarenhändler, eine Hebamme, zwei Mühlen samt Sägewerk, ein Schneider und ein Viktualienhändler ansässig. Außerhalb des Ortes gab es eine Ziegelei.

## Bodennutzung
Die Katastralgemeinde ist landwirtschaftlich geprägt. 82 Hektar wurden zum Jahreswechsel 1979/1980 landwirtschaftlich genutzt und 30 Hektar waren forstwirtschaftlich geführte Waldflächen. 1999/2000 wurde auf 76 Hektar Landwirtschaft betrieben und 35 Hektar waren als forstwirtschaftlich genutzte Flächen ausgewiesen. Ende 2018 waren 71 Hektar als landwirtschaftliche Flächen genutzt und Forstwirtschaft wurde auf 35 Hektar betrieben. Die durchschnittliche Bodenklimazahl von Hypolts beträgt 17,2 (Stand 2010).